# Flugplatz Wiefelstede-Conneforde

i7
i11
i13
Der Flugplatz Wiefelstede-Conneforde (ICAO-Code: EDWP) ist ein deutscher Flugplatz in Wiefelstede. Er ist als Sonderlandeplatz klassifiziert und für Flugzeuge bis 2 t, Hubschrauber bis 3,5 t, Selbststartende Motorsegler, und Ultraleichtflugzeuge zugelassen.

## Flugbetrieb
Der Flugplatz wird von Luftsportlern (Ultraleichtflugzeuge, Tragschraubern) und Privatfliegern genutzt.

## Anfahrt
Der Flugplatz liegt westlich der A 29 zwischen den Ausfahrten Varel-Bockhorn und Jaderberg.

## Anflug
Die Platzrunde befindet sich südwestlich des Platzes in 800 ft. Besonderheiten bei An- und Abflug sind auf der offiziellen Web-Seite des Betreibers dokumentiert. Dort ist auch eine Sichtanflugkarte zu finden.